# Moriya Tadashi
Moriya Tadashi (japanisch 守屋 多々志, bei gleicher Lesung ursprünglich 守屋 正; geboren 10. August 1912 in Ōgaki (Präfektur Gifu); gestorben 22. Dezember 2003) war ein japanischer Maler im „japanischen Stil“ – Nihonga – und bedeutender Restautor.

## Leben und Wirken
Moriya Tadashi ging 1930 nach Kyōto und studierte Malerei unter Maeda Seison. 1936 machte er seinen Abschluss an der „Tōkyō bijutsu gakkō“ (東京美術学校), der Vorläufereinrichtung der heutigen Universität der Künste Tōkyō. 1941 konnte er zum ersten Mal auf der „Inten“ ausstellen, und zwar das Bild „Tsugunobu Tananobu“ (継信忠信) In den folgenden Jahren stellte er regelmäßig dort aus.
1954 reiste Moriya für zwei Jahre nach Italien, um sich weiter zu bilden. 1967 stellte er die anhand von Fotos die Wandgemälde in der Haupthalle des Hōryū-ji, wieder her,  die nach einem Brand verloren gegangen waren. 1974 restaurierte er die Ausmalung in der Grabkammer Takamatsuzuka Kofun. Im selben Jahr wurde Moriya Mitglied im Nihon Bijutsuin und  Professor an der „Aichi Prefectural University of the Arts“  (愛知県立芸術大学, Aichi kenritsu geijutsu daigaku).
1977 wurde Moriya für sein Bild „Klassisches Pferderennen“ (駒競べ, Koma kurabe) mit dem Preis des Premierministers ausgezeichnet. 1984 erhielt er den päpstlichen Silvesterorden. 1996 wurde er als Person mit besonderen kulturellen Verdiensten geehrt und 2001 mit dem Kulturorden ausgezeichnet.
In Moriyas Heimatstadt Ōgaki wurde im Jahr 2001 das „Moriya-Tadashi-Kunstmuseum“ (守屋多々志美術館) eröffnet.